# I Remember
I Remember (zapis stylizowany: I REMEMBER) – singel polskiej piosenkarki Edyty Górniak. Singel został wydany 28 maja 2024.

## Geneza utworu i historia wydania
Utwór napisali i skomponowali Edyta Górniak, Chris Aiken i Luiza Ganczarska, która również odpowiada za produkcję utworu.
Singel ukazał się w formacie digital download 28 maja 2024 w Polsce wydaniem własnym.
Piosenka została zgłoszona do polskich wewnętrznych eliminacji na 68. Konkurs Piosenki Eurowizji organizowany w Malmö. Ostatecznie zajęła 18. miejsce z dorobkiem 5 punktów.

## Teledysk
Do utworu powstał teledysk w reżyserii samej piosenkarki i Anny Szczykutowicz, który udostępniono 8 czerwca 2024 za pośrednictwem serwisu YouTube.

## Kontrowersje

### Przekraczający termin zgłoszenia utworu w polskich wewnętrznych eliminacjach
Wokół kandydatury utworu pojawiły się kontrowersje, ponieważ piosenkarka stwierdziła w mediach społecznościowych, że zgłosiła piosenkę 11 lutego 2024, przekraczając termin.

No to już wiecie. To prawda. Nagrałam nowy, premierowy utwór, z okazji nadzwyczajnej, 30. rocznicy debiutu Polski na Eurowizji. Mojego debiutu na międzynarodowej scenie. [...] W ostatniej chwili zdecydowałam, żeby wysłać go do konkursu, za namową najbliższych mi osób. Zrobiłam to już niestety po czasie. Dosłownie przekroczyłam te wskazane daty i godziny. [...] Nie wiem, w której punktacji mój utwór wziął udział, jeśli nie zgłosiłam go zgodnie z regulaminem, ale mimo to, oczywiście dziękuję jurorom.

Następnie Michał Hanczak – jeden z jurorów, przekazał, że Górniak nie naruszyła żadnych zasad, a piosenka zgłoszona została w odpowiednim terminie.

Nie wiem, w jakim celu pani Edyta to powiedziała. Widziałem jej story i niestety muszę zarzucić jej kłamstwo. Pokazuje, że wysłała zgłoszenie 11 lutego. Jurorzy mieli dostęp do konkursowych piosenek od 8 lutego i jej piosenka już tam była.

## Lista utworów
- Digital download[2]

1. „I Remember” – 2:52